# آب‌انبار کهک
آب‌انبار صفوی کهک مربوط به دوره صفوی است و در کهک، خیابان ملا صدرا، بالاتر از کوچه ملاصدرا ۹، جنب مسجد جامع واقع شده و این اثر در تاریخ ۱۱ دی ۱۳۸۰ با شمارهٔ ثبت ۴۶۳۴ به‌عنوان یکی از آثار ملی ایران به ثبت رسیده است.